# Gasponia fascicularis
Gasponia fascicularis är en skalbaggsart som först beskrevs av Leon Fairmaire 1887.  Gasponia fascicularis ingår i släktet Gasponia och familjen långhorningar. Inga underarter finns listade i Catalogue of Life.